# Aartsbisdom Benin City
Het aartsbisdom Benin City (Latijn: Archidioecesis Urbis Beninensis) is een rooms-katholiek aartsbisdom met als zetel Benin City, de hoofdstad van de staat Edo in Nigeria.

## Geschiedenis
Het aartsbisdom werd opgericht op 2 mei 1884, uit het apostolisch vicariaat Two Guineas, als de apostolische prefectuur Upper Niger. Op 24 augustus 1911 werd de naam veranderd naar Western Nigeria, waarna het op 24 augustus 1918 werd verheven tot apostolisch vicariaat. Op 12 januari 1943 werd de naam opnieuw veranderd naar Asaba-Benin, waarna het op 18 april 1950 werd verheven en wederom hernoemd tot bisdom Benin City. Op 26 maart 1994 werd het verheven tot metropolitaan-aartsbisdom.
Het verloor meermaals gebied aan de prefecturen Eastern Nigeria (1911), Benue (1934), Calabar (1934), Kabba (1955), en de bisdommen Warri (1964), Issele-Uku (1973), Auchi (2002) en Uromi (2005).

## Parochies
In 2018 telde het aartsbisdom 78 parochies. Het aartsbisdom had in 2018 een oppervlakte van 10.863 km2 en telde 1.930.473 inwoners waarvan 7,7% rooms-katholiek was.

## Suffragane bisdommen
Benin City heeft vijf suffragane bisdommen, waarmee het een kerkprovincie vormt:
- Bisdom Auchi
- Bisdom Bomadi
- Bisdom Issele-Uku
- Bisdom Uromi
- Bisdom Warri

## Bisschoppen
- Carlo Zappa (6 mei 1896 - 30 januari 1917)
- Thomas Broderick (24 augustus 1918 - 13 oktober 1933)
- Leo Hale Taylor (26 februari 1934 - 13 juni 1939)
- Patrick Joseph Kelly (11 december 1939 - 5 juli 1973)
- Patrick Ebosele Ekpu (5 juli 1973 - 21 november 2006; coadjutor sinds 5 juni 1971)
- Richard Anthony Burke (24 december 2007 - 31 mei 2010)
  - Anthony Okonkwo Gbuji (administrator: 31 mei 2010 - 18 maart 2011)
- Augustine Obiora Akubeze (18 maart 2011 - heden)

Benin City (aartsbisdom) · Auchi · Bomadi · Issele-Uku · Uromi · Warri